# Comunità montana della Valle San Martino
La Comunità montana della Valle San Martino era una comunità montana che comprendeva i comuni della Valle San Martino, la quale era divisa tra la provincia di Bergamo e la provincia di Lecco. Con Legge Regionale della Lombardia n. 19 del 27/06/2008 la Comunità Montana Valle San Martino è stata fusa con la Comunità montana del Lario Orientale per costituire la nuova Comunità montana Lario Orientale - Valle San Martino.
Essa era formata da 9 comuni:
- Caprino Bergamasco
- Calolziocorte
- Carenno
- Cisano Bergamasco
- Erve
- Monte Marenzo
- Pontida
- Torre de' Busi
- Vercurago